# Граф Данди

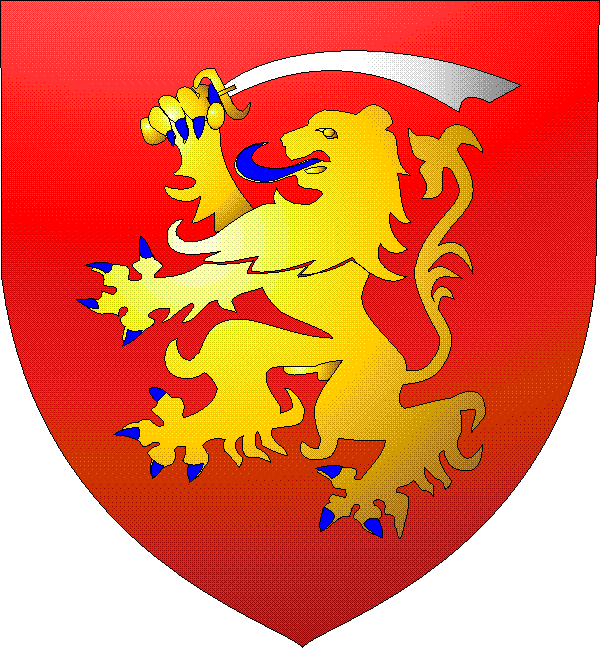
Герб графов Данди и вождей клана Скримджер

Граф Данди (англ. Earl of Dundee) — наследственный титул в системе Пэрства Шотландии. Он был создан в 1660 году для Джона Скримджера, 3-го виконта Дадхоупа (ум. 1668). После его смерти герцог Лодердейл заявил, что первый граф Данди не имел наследников мужского пола, и от имени английской короны захватил владения графов Данди. Все владения графов Данди перешли к его младшему брату Чарльзу Мейтленду, 3-му графу Лодердейла (ок. 1620—1691), младшему брату 1-го герцога Лодердейла. Титул графа Данди был возрожден в 1953 году, когда было объявлено, что у 1-го графа Данди были наследники мужского пола. Титул графа Данди получил Генри Джеймс Скримджер-Уэддербёрн (1902—1983), который ранее был депутатом Палаты общин и работал в правительстве.
Дополнительные титулы графа Данди: виконт Дадхоуп (создан в 1641), лорд Скримджер (создан в 1641), лорд Инверкитинг (1660), барон Глассари из Глассари (1954). Первые три титулы — Пэрство Шотландии, титул барона Глассари — Пэрство Соединённого королевства.
Титул учтивости старшего сына и наследника графа — «Виконт Дадхоуп».
Родовая резиденция — Биркхилл-хаус в окрестностях Купара в Файфе (Шотландия).
Граф Данди — наследственный вождь шотландского равнинного клана Скримджер.

## История
В 1107 году сэр Александр Каррон по прозвищу «Скримджер» («Фехтовальщик») получил в награду за храбрость против северных мятежников получил в награду от короля Александра I рыцарский герб и фамилию «Скримджер». Также ему было предоставлено должность наследственного знаменосца Шотландии. Он получил право нести королевский штандарт перед монархом во время торжественных процессий и во время войны. В 1298 году сэр Александр Скримджер (ум. 1306) получил должность первого констебля Данди.
Фамилия Scrymgeour происходит от среднеангл. skrymsher (англ. skirmisher; франц. escrimeur), что значит «искусный или отважный воин» (sharp or hardy fighter; swordsman).
В 1676 году король Англии и Шотландии Карл II Стюарт пожаловал Чарльзу Мейтленду из Халтона титул наследственного знаменосца Шотландии. В 1820 году во время коронации короля Георга IV на должность наследственного знаменосца заявил свои претензии Генри Скримджер-Уэддербёрн (1755—1841). Тайный совет отказался разрешить Генри Скримджер-Уэддербёрну присутствовать на коронации (это право получил Джеймс Мейтленд, 8-й граф Лодердейл).Только в 1902 году претензионный суд Великобритании вернул Генри Скримджеру-Уэддерберну из Биркхилла, де-юре 10-му графу Данди (1872—1924), наследственные должности знаменосца королевского штандарта Шотландии и констебля Данди. В 1952 году его сын Генри Скримджер-Уэдербёрн (1902—1983) получил титул графа Данди. В том же 1952 году для Мейтлендов, графов Лодердейл, была создана новая наследственная должность — Знаменосец Национального Флага Шотландии. Таким образом, в настоящее время на коронациях и других торжественных мероприятиях граф Данди несет королевский штандарт Шотландии, а граф Лодердейл — Национальный Флаг Шотландии.

## Констебли Данди (1298)
Сэр Александр Скримджер, наследственный знаменосец Шотландии, являлся знаменосцем в повстанческой армии сэра Уильяма Уоллеса, хранителя Королевства Шотландии. В награду за его доблестную службу он получил титул констебля замка Данди и земли в окрестностях Верхнего Дадхоупа. В июне 1306 года в битве при Метвене, где англичане разбили шотландскую армию, Александр Скримджер нес штандарт короля Роберта I Брюса, попал в плен и 4 августа того же года был казнен в Ньюкасле. В 1318 и 1324 годах король Роберт I Брюс выдал грамоты на все земли и должности отца его сыну сэру Николасу Скримджеру. В 1668 году после смерти Джона Скримджера, 1-го графа Данди и 13-го констебля Данди, титул констебля Данди прервался.
- Сэр Александр Скримджер, 1-й констебль Данди (ум. 4 августа 1306)
- Сэр Николас Скримджер, 2-й констебль (ум. 1324), сын предыдущего
- Сэр Джон Скримджер, 3-й констебль (ум. 1332), сын предыдущего
- Сэр Александр Скримджер из Дадхоупа, 4-й констебль (ум. 1383), сын предыдущего
- Сэр Джеймс Скримджер, 5-й констебль (ум. 24 июля 1411), сын предыдущего
- Сэр Джон Скримджер из Дадхоупа, 6-й констебль (ум. 1465), старший сын предыдущего
- Сэр Джеймс Скримджер из Дадхоупа, 7-я констебль Данди (ум. 1478), сын предыдущего
- Сэр Джеймс Скримджер из Дадхоупа, 8-й констебль (ум. 1504), старший сын предыдущего
- Сэр Джеймс Скримджер, 9-й констебль (ум. 1546), сын предыдущего
- Сэр Джеймс Скримджер, 10-й констебль (ум. 13 июля 1612), сын Джона Скримджера, внук Джона Скримджера (ум. 1562), правнук Джона Скримджера (ум. 1513), младшего сына 7-го констебля Данди
- Сэр Джон Скримджер, 11-й констебль (1570 — 7 марта 1643), сын предыдущего, виконт Дадхоуп с 1641 года.

## Виконты Дадхоуп (1641)
- 1641—1643: Джон Скримджер, 1-й Виконт Дадхоуп (1570 — 7 марта 1643), сын 10-го констебля Данди
- 1643—1644: Джеймс Скримджер, 2-й Виконт Дадхоуп (ум. 1644), сын предыдущего
- 1644—1668: Джон Скримджер, 3-й Виконт Дадхоуп (ум. 23 июня 1668), сын предыдущего, граф Данди с 1660 года.

## Графы Данди (1660)
В список входят все графы Данди, носившие графский титул де-юре и де-факто.
- 1660—1668: Джон Скримджер, 1-й граф Данди (ум. 23 июня 1668), сын 2-го виконта Дадхоупа
- 1668—1698: Джон Скримджер из Кирктона, де-юре 2-й граф Данди (1628—1698), сын Джона Скримджера (ум. 1656), внук Джона Скримджера (ум. 1629), потомка 5-го констебля Данди
- 1698—1699: Джеймс Скримджер, де-юре 3-й граф Данди (1664—1699), старший сын предыдущего
- 1699—1739: Александр Скримджер, де-юре 4-й граф Данди (1669—1739), младший брат предыдущего
- 1739—1772: Дэвид Скримджер из Биркхилла, де-юре 5-й граф Данди (1702—1772), сын предыдущего
- 1772—1811: Александр Скримджер-Уэддерберн, де-юре 6-й граф Данди (1742—1811), старший сын предыдущего
- 1811—1841: Генри Скримджер-Уэддерберн, де-юре 7-й граф Данди (1755 — 30 декабря 1841), младший брат предыдущего
- 1841—1874: Фредерик Льюис Скримджер-Уэддерберн, де-юре 8-й граф Данди (4 марта 1808 — 16 августа 1874), третий сын предыдущего
- 1874—1914: Генри Скримджер-Уэддерберн, де-юре 9-й граф Данди (18 апреля 1840 — 1 февраля 1914), единственный сын предыдущего от первого брака
- 1914—1924: Генри Скримджер-Уэддерберн, де-юре 10-й граф Данди (28 июня 1872 — 12 мая 1924), старший сын предыдущего
- 1924—1983: Генри Скримджер-Уэддерберн, 11-й граф Данди (3 мая 1902 — 29 июня 1983), старший сын предыдущего. В 1953 году для него был возрожден титул графа Данди
- 1983 — настоящее время: Александр Генри Скримджер, 12-й граф Данди (род. 5 июня 1949), единственный сын предыдущего
  - Наследник: Генри Дэвид Скримджер-Уэддерберн, 15-й лорд Скримджер (род. 20 июня 1982), единственный сын предыдущего
    - Второй наследник: Достопочтенный Тассило Скримджер-Уэддерберн (род. 16 декабря 2005), единственный сын предыдущего.